# Моцувка
Моцувка (пол. Mocówka) — село в Польщі, у гміні Лабуне Замойського повіту Люблінського воєводства.
Населення — 155 осіб (2011).
У 1975-1998 роках село належало до Замойського воєводства.

## Демографія
Демографічна структура станом на 31 березня 2011 року:
|          | Загалом | Допрацездатний вік | Працездатний вік | Постпрацездатний вік |
| -------- | ------- | ------------------ | ---------------- | -------------------- |
| Чоловіки | 74      | 20                 | 48               | 6                    |
| Жінки    | 81      | 15                 | 43               | 23                   |
| Разом    | 155     | 35                 | 91               | 29                   |